# Алханчурт (Северная Осетия)
Алханчурт (осет. Алханчурт) — село в Пригородном районе Северной Осетии — Алания России. Входит в состав Михайловского сельского поселения.

## География
Располагается на правом берегу реки Терек, в 6 км к северо-западу от села Михайловское. У южной окраины села берёт начало Алханчуртский канал.
Уличная сеть
В селе 7 улиц:
- Алханчуртская
- Дружбы
- Орджоникидзе
- Победы
- Полевая
- Степная
- Цветочная[2]

## Население
| 2002 | 2010  | 2021  |
| ---- | ----- | ----- |
| 1026 | ↗1155 | ↘1039 |

| 2002 | 2010  | 2021  |
| ---- | ----- | ----- |
| 1026 | ↗1155 | ↘1039 |

Национальный состав
По данным Всероссийской переписи населения 2010 года:
| Народ   | Численность, чел. | Доля от всего населения, % |
| ------- | ----------------- | -------------------------- |
| осетины | 909               | 78,7 %                     |
| русские | 201               | 17,4 %                     |
| грузины | 18                | 1,6 %                      |
| другие  | 27                | 2,3 %                      |
| всего   | 1155              | 100 %                      |

## Улицы
| - Алханчуртская - Центральная - Полевая - Степная | - Цветочная - Дружбы - Победы |

## Инфраструктура
- МБОУ СОШ с. Алханчурт
- Фельдшерско-акушерский пункт
- Почтовое отделение
- Детский сад №22

На местном кладбище находится объект культурного наследия Республики Северная Осетия-Алания — Братская могила советских воинов, погибших в 1942 году в боях с немецко-фашистскими захватчиками при обороне города Орджоникидзе (Владикавказа) и под г. Ардон 

## Транспорт
Автомобильный и железнодорожный транспорт. Действует остановочный пункт «Опытная». Проходит автодорога Р-217, имеющая осевое значение для посёлка и именуемая улицей Центральная.